# Miss Jane Marple
Gospođica Jane Marple je fiktivni lik iz romana Agathe Christie.
Ona živi u selu St. Mary Mead. Izgleda kao tipična usidjelica, zadubljena u vunu i vrlo znatiželjna, no kada je u pitanju zločin, ima oštar i logičan um. U najboljim kriminalističkim romanima sramoti "profesionalnu" policiju, najčešće radeći analogiju s nekim mještaninom.

## Djela s Jane Marple
- Ubojstvo u vikarijatu (1930.)
- Trinaest problema (1933.)
- Leš u biblioteci (1942.)
- Prst koji se miče (1943.)
- Najavljeno umorstvo (1950.)
- Trik je u zrcalima (1952.)
- Džep pun žita (1953.)
- U 4.50 s Paddingtona (ili Što je vidjela gospođa McGillicuddy ?) 1957.
- Razbijeno ogledalo (1962.)
- Karipska Misterija (1964.)
- Hotel Bertram (1965.)
- Šifra Nemesis (1971.)
- Usnulo ubojstvo (pisano oko 1940., izdano 1976.)

## Glumice
Miss Marple su u filmovima tumačile:
- Margaret Rutherford
- Angela Lansbury
- Elizabeth Taylor
- Helen Hayes
- Sue Grafton
- Joan Hickson
- Geraldine McEwan

i druge...